# Politique dans les Pyrénées-Atlantiques
Le département français des Pyrénées-Atlantiques est un département créé le 4 mars 1790 en application de la loi du 22 décembre 1789, à partir des anciennes provinces de Gascogne et du Béarn, dont la Basse-Navarre faisait partie. Les 546 actuelles communes, dont presque toutes sont regroupées en intercommunalités, sont organisées en 27 cantons permettant d'élire les conseillers départementaux. La représentation dans les instances régionales est quant à elle assurée par 24 conseillers régionaux. Le département est également découpé en 6 circonscriptions législatives, et est représenté au niveau national par six députés et trois sénateurs. 

## Représentation politique et administrative

### Préfets et arrondissements

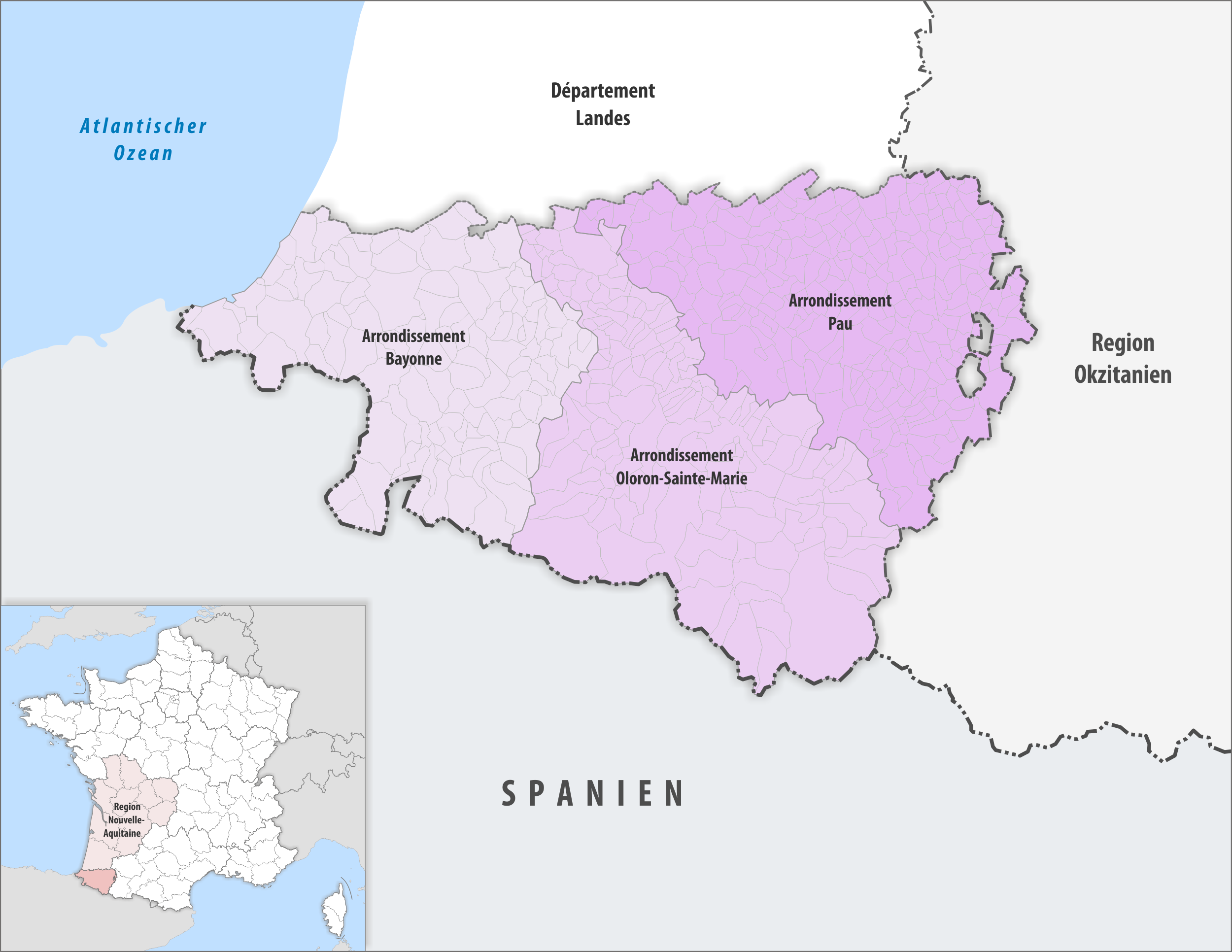
Arrondissements

La préfecture des Pyrénées-Atlantiques est localisée à Pau. Le département possède en outre deux sous-préfectures à Bayonne et Oloron-Sainte-Marie. En 1926, deux arrondissements de Mauléon et d'Orthez ont été supprimés.

### Députés et circonscriptions législatives

Circonscriptions et affiliations à l'issue des élections de 2024.

| Circ. | Nom                 |  | Parti  | Groupe                                           | Suppléant             |
| ----- | ------------------- |  | ------ | ------------------------------------------------ | --------------------- |
| 1re   | Josy Poueyto        |  | MoDem  | Les Démocrates                                   | Pascal Mora           |
| 2e    | Jean-Paul Mattei    |  | MoDem  | Les Démocrates                                   | Jean-Christophe Rhaut |
| 3e    | David Habib         |  | LC     | Libertés, indépendants, outre-mer et territoires | David Duizidou        |
| 4e    | Iñaki Echaniz       |  | PS     | Socialistes et apparentés                        | Cécile Senderain      |
| 5e    | Colette Capdevielle |  | PS     | Socialistes et apparentés                        | Alain Iriart          |
| 6e    | Peio Dufau          |  | EH Bai | Socialistes et apparentés (app.)                 | Marie Heguy-Urain     |

### Sénateurs
| Nom                 |  | Parti | Groupe                  | Autres mandats (passés ou actuels) |
| ------------------- |  | ----- | ----------------------- | ---------------------------------- |
| Frédérique Espagnac |  | PS    | Groupe socialiste       |                                    |
| Denise Saint-Pé     |  | MoDem | Groupe Union centriste  | Maire d'Abitain (1983 → 2001)      |
| Max Brisson         |  | LR    | Groupe Les Républicains |                                    |

### Conseillers départementaux

Cantons et affiliations à l'issue des élections de 2021.

| Canton                                 | Conseiller Sortant           | Parti | Parti | Conseiller élu             | Parti | Parti |
| -------------------------------------- | ---------------------------- | ----- | ----- | -------------------------- | ----- | ----- |
| Anglet                                 | Patrick Chasseriaud          |       | LR    | Patrick Chasseriaud        |       | LR    |
| Anglet                                 | Nicole Darrasse              |       | UDI   | Nicole Darrasse            |       | UDI   |
| Artix et Pays de Soubestre             | Fabienne Costedoat-Diu       |       | MoDem | Fabienne Costedoat-Diu     |       | MoDem |
| Artix et Pays de Soubestre             | Bernard Dupont               |       | UDI   | Bernard Dupont             |       | UDI   |
| Baïgura et Mondarrain                  | Jean-Pierre Harriet          |       | DVD   | Jean-Pierre Harriet        |       | DVD   |
| Baïgura et Mondarrain                  | Isabelle Pargade             |       | UDI   | Isabelle Pargade           |       | UDI   |
| Bayonne-1                              | Sylvie Meyzenc               |       | DVD   | Sylvie Meyzenc             |       | DVD   |
| Bayonne-1                              | Claude Olive                 |       | LR    | Claude Olive               |       | LR    |
| Bayonne-2                              | Christophe Martin            |       | PS    | Joseba Erremundeguy        |       | DVC   |
| Bayonne-2                              | Juliette Muller              |       | PS    | Monia Evene-Matéo          |       | DVC   |
| Bayonne-3                              | Marie-Christine Aragon       |       | DVG   | Christine Lauqué           |       | LR    |
| Bayonne-3                              | Henri Etcheto                |       | PS    | Olivier Alleman            |       | LREM  |
| Biarritz                               | Maïder Arosteguy             |       | LR    | Martine Vals               |       | DVD   |
| Biarritz                               | Max Brisson                  |       | LR    | Max Brisson                |       | LR    |
| Billère et Coteaux de Jurançon         | Bernard Soudar               |       | PS    | Patrice Baduel             |       | DVG   |
| Billère et Coteaux de Jurançon         | Véronique Dehos              |       | DVG   | Véronique Dehos            |       | DVG   |
| Le Cœur de Béarn                       | Nadine Lambert               |       | DVG   | Nadine Barthe              |       | DVG   |
| Le Cœur de Béarn                       | Yves Salanave-Péhé           |       | DVG   | Yves Salanave-Péhé         |       | DVG   |
| Hendaye-Côte Basque-Sud                | Kotte Ecenarro               |       | PS    | Ider Elizalde              |       | EHBai |
| Hendaye-Côte Basque-Sud                | Chantal Kehrig-Cottençon     |       | PS    | Annie Poveda               |       | EHBai |
| Lescar, Gave et Terres du Pont-Long    | Sandrine Lafargue            |       | LR    | Sandrine Lafargue          |       | LR    |
| Lescar, Gave et Terres du Pont-Long    | Nicolas Patriarche           |       | LR    | Nicolas Patriarche         |       | LR    |
| Montagne Basque                        | Jean-Pierre Mirande          |       | MoDem | Jean-Pierre Mirande        |       | MoDem |
| Montagne Basque                        | Annick Trounday Idiart       |       | LREM  | Annick Trounday Idiart     |       | LREM  |
| Nive-Adour                             | Fabienne Ayensa              |       | EHBai | Maïder Behoteguy           |       | DVC   |
| Nive-Adour                             | Alain Iriart                 |       | EHBai | Marc Saint-Esteven         |       | DVC   |
| Oloron-Sainte-Marie-1                  | Jean-Claude Coste            |       | DVG   | Henri Bellegarde           |       | PS    |
| Oloron-Sainte-Marie-1                  | Marie-Lyse Bistué            |       | PS    | Marie-Lyse Bistué          |       | PS    |
| Oloron-Sainte-Marie-2                  | Anne Barbet                  |       | PS    | Laure Laborde              |       | DVC   |
| Oloron-Sainte-Marie-2                  | André Berdou                 |       | PS    | Clément Servat             |       | DVC   |
| Orthez et Terres des Gaves et du Sel   | Jacques Pédéhontaà           |       | DVD   | Jacques Pédéhontaà         |       | DVD   |
| Orthez et Terres des Gaves et du Sel   | Isabelle Antier              |       | MoDem | Isabelle Antier            |       | MoDem |
| Ouzom, Gave et Rives du Neez           | Jean Arriubergé              |       | DVG   | Jean Arriubergé            |       | DVG   |
| Ouzom, Gave et Rives du Neez           | Valérie Cambon               |       | DVG   | Valérie Cambon             |       | DVG   |
| Pau-1                                  | André Duchateau              |       | PS    | Franck Lamas               |       | G.s   |
| Pau-1                                  | Stéphanie Maza               |       | PS    | Stéphanie Maza             |       | PS    |
| Pau-2                                  | Marc Cabane                  |       | UDI   | Jean-François Maison       |       | DVG   |
| Pau-2                                  | Annie Hild                   |       | DVD   | Karine Péré                |       | DVG   |
| Pau-3                                  | André Arribes                |       | MoDem | André Arribes              |       | MoDem |
| Pau-3                                  | Monique Sémavoine            |       | MoDem | Monique Sémavoine          |       | MoDem |
| Pau-4                                  | Jean Lacoste                 |       | MoDem | Jean Lacoste               |       | MoDem |
| Pau-4                                  | Véronique Lipsos-Sallenave   |       | UDI   | Véronique Lipsos-Sallenave |       | UDI   |
| Pays de Bidache, Amikuze et Ostibarre  | Anne-Marie Bruthe            |       | MoDem | Anne-Marie Bruthe          |       | MoDem |
| Pays de Bidache, Amikuze et Ostibarre  | Jean-Jacques Lasserre        |       | MoDem | Jean-Jacques Lasserre      |       | MoDem |
| Pays de Morlaàs et du Montanérès       | Thierry Carrère              |       | MoDem | Thierry Carrère            |       | MoDem |
| Pays de Morlaàs et du Montanérès       | Isabelle Lahore              |       | MoDem | Isabelle Lahore            |       | MoDem |
| Saint-Jean-de-Luz                      | Isabelle Dubarbier-Gorostidi |       | LR    | Patricia Arribas-Olano     |       | LR    |
| Saint-Jean-de-Luz                      | Emmanuel Alzuri              |       | DVD   | Emmanuel Alzuri            |       | DVD   |
| Terres des Luys et Coteaux du Vic-Bilh | Geneviève Berge              |       | UDI   | Geneviève Berge            |       | UDI   |
| Terres des Luys et Coteaux du Vic-Bilh | Charles Pelanne              |       | DVD   | Charles Pelanne            |       | DVD   |
| Ustaritz-Vallées de Nive et Nivelle    | Philippe Echeverria          |       | DVD   | Philippe Echeverria        |       | DVD   |
| Ustaritz-Vallées de Nive et Nivelle    | Bénédicte Luberriaga         |       | DVD   | Bénédicte Luberriaga       |       | DVD   |
| Vallées de l'Ousse et du Lagoin        | Marie-Pierre Cabanne         |       | DVG   | Marie-Pierre Cabanne       |       | DVG   |
| Vallées de l'Ousse et du Lagoin        | Christian Petchot-Bacqué     |       | PS    | Michel Minvielle           |       | DVG   |

### Conseillers régionaux
Présidence : Alain Rousset (Gironde)
|            | Parti | Siège |
| ---------- | ----- | ----- |
| Majorité   |       |       |
|            | PS    | 10    |
|            | DVG   | 2     |
|            | PC    | 2     |
| Opposition |       |       |
|            | LR    | 2     |
|            | RN    | 2     |
|            | EÉLV  | 2     |
|            | UDI   | 1     |
|            | G·s   | 1     |
|            | MoDem | 1     |
|            | DVC   | 1     |

### Maires

Carte des 546 communes des Pyrénées-Atlantiques au 1er janvier 2022.

| Commune | Maire                |  | Parti | Élection | Population |
| ------- | -------------------- |  | ----- | -------- | ---------- |
| Pau     | François Bayrou      |  | MoDem | 2014     | 77 130     |
| Bayonne | Jean-René Etchegaray |  | UDI   | 2014     | 51 228     |